# Бідюк Мартин Миколайович
Бідюк Мартин Миколайович (нар. 13 січня 1935, с. Йосипівка Львівської області — 9 вересня 2006, Львів) — український лікар, професор, доктор медичних наук, завідувач кафедри патологічної фізіології Львівського національного медичного університету імені Данила Галицького (1988—2005).

## Біографія
Закінчив санітарно-гігієнічний факультет Львівського медичного інституту 1960 року.
Працював терапевтом дільничої лікарні с. Новострілища Львівської обл. (1960—1961); головним лікарем дільничої лікарні с. Дев'ятники Львівської обл. (1961—1964). Терапевт Львівської міської станції швидкої медичної допомоги (1964—1966); аспірант (1966—1967), асистент (1967—1975), доцент (1975—1988), докторант (1985—1986), завідувач (1988—2005), професор (від 2005 року) кафедри патологічної фізіології Львівського медичного університету.
Кандидат медичних наук (1972), доцент (1976), доктор медичних наук (1989), професор (1991).
Напрями наукових досліджень: вивчення впливу гелій-неонового лазерного випромінювання на перебіг метаболічних процесів при алергічних реакціях; проблеми алергології, імунології та імунокорекції, зокрема, вивчення нейтрофільно-лімфоцитарно-ендотеліальних асоціацій при гіперімунокомплексному процесі, імунокоригувального та імуномодуляційного впливу на означені процеси імунотропних препаратів — полібіоліну, кверцетину, тіотриазоліну та ін.
Автор близько 400 наукових і навчально-методичних праць, серед них підручник.
Підготував 14 кандидатів наук.